# Празька культура

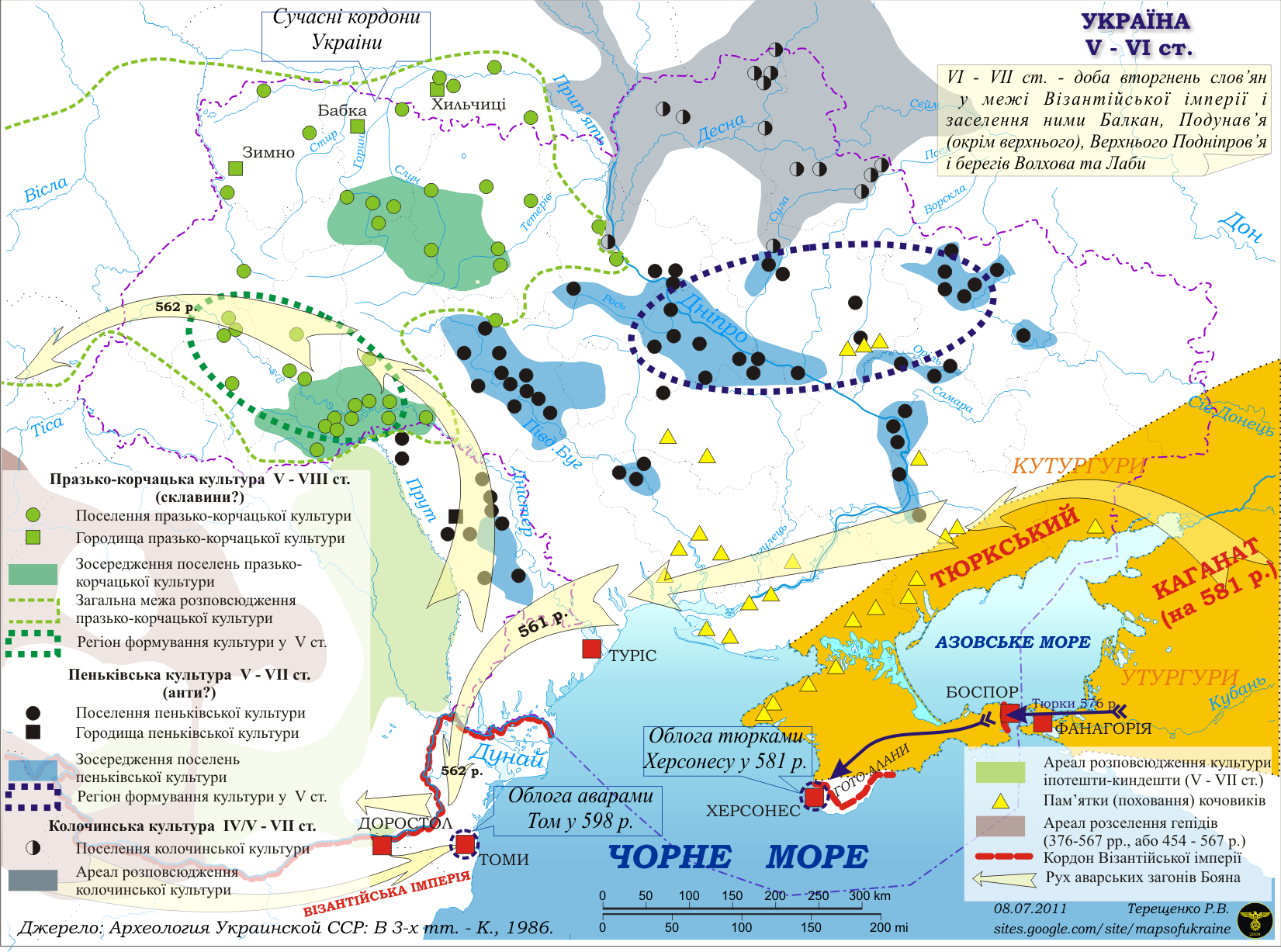

Пра́зька культу́ра — археологічна культура, що існувала в 500–700 роках. Її пов'язують зі слов'янськими племенами. Названа за характерною ліпною керамікою празького типу.
Виділена І. Борковським 1939 року з ранньосередньовічних пам'яток, розкопаних біля Праги. Представлена неукріпленими поселеннями з житлами — напівземлянками, що мають печі-кам'янки, і ґрунтовими безкурганними могильниками із трупоспаленнями в урнах.
Спочатку Празька культура була поширена на території південної Польщі, Чехії, Словаччини, України (на Волині). Пізніше ареал її поширився на північну частину Польщі, східні райони Східної Німеччини, Білоруське Полісся, середню частину Правобережної України, Молдову й Румунію. Це привело до змішання Празької культури з місцевими, більш ранніми культурами й виникнення локальних варіантів.
Простежується успадкованість пізнішими слов'янськими культурами елементів Празької культури.

## Корчацька культура

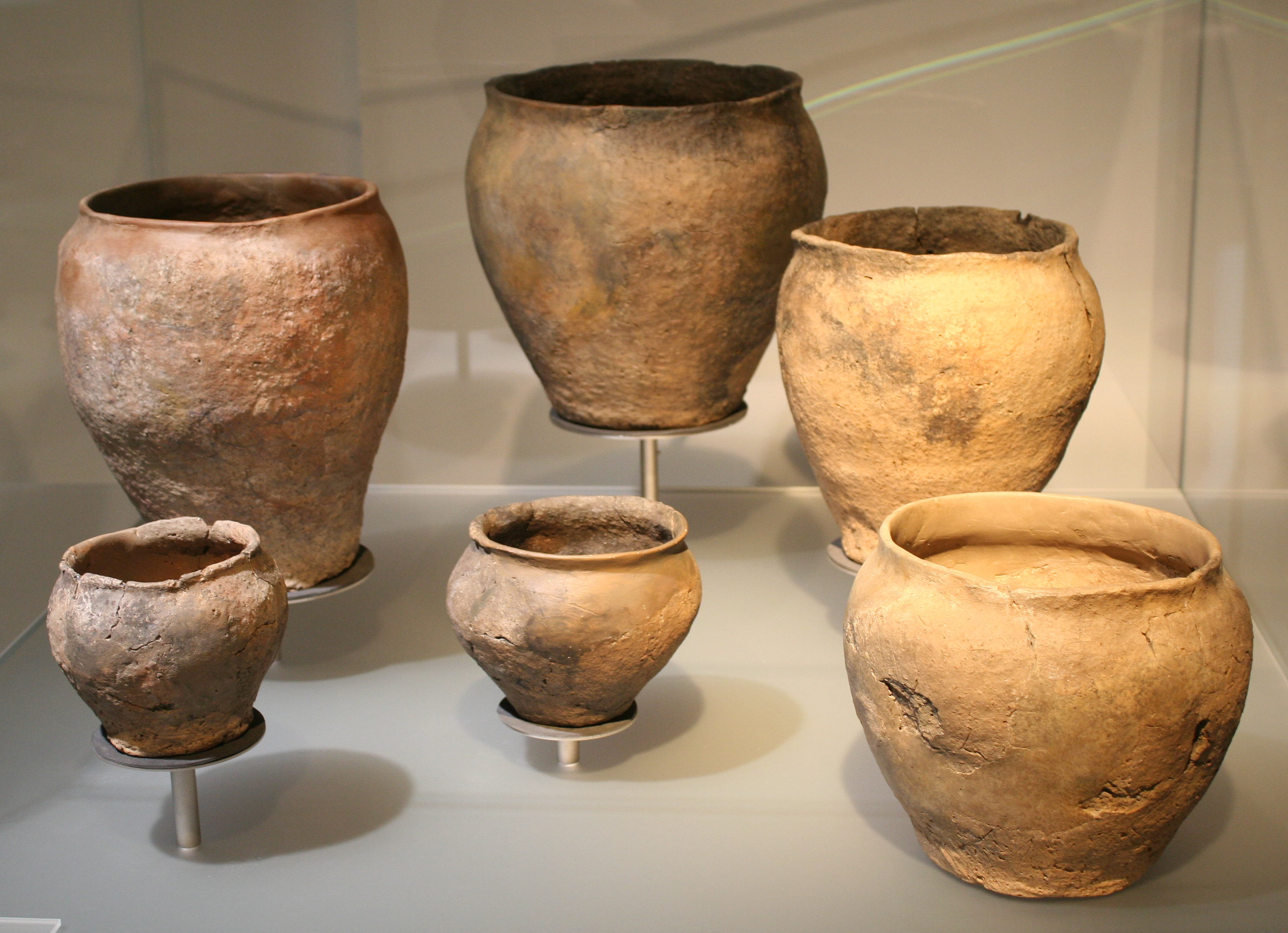
Керамічний посуд празької культури, Державний музей археології міста Хемніц

Корчацька, празько-корчацька або житомирська культура (східна частина празької культури в межах сучасної України від Західного Бугу до Дніпра з своїми локальними особливостями). Розкопки початі в 1920-х роках Сергієм Гамченком біля села Корчак Житомирської області, в особливу культуру виділена Ю. В. Кухаренком. Ця культура є ранньосередньовічною і її датування припадає на V—VII століття н. е. Територією її поширення було межиріччя Дніпра і Ельби, ця культура функціонує разом з пеньківськими старожитностями.